# Empate (ativismo)
Empates são manifestações de ativismo político intermediário em prol da preservação da floresta amazônica pelos seringueiros. Nessas manifestações, os ativistas defendem a mata organizando os chamados "empates": correntes de pessoas com as mãos dadas em torno da área a ser devastada e assim impedem o seu desmatamento, ou ainda cercam os trabalhadores encarregados do desmatamento e levam seu líder a assinar um documento garantindo que o trabalho será suspenso.

## Estratégia política

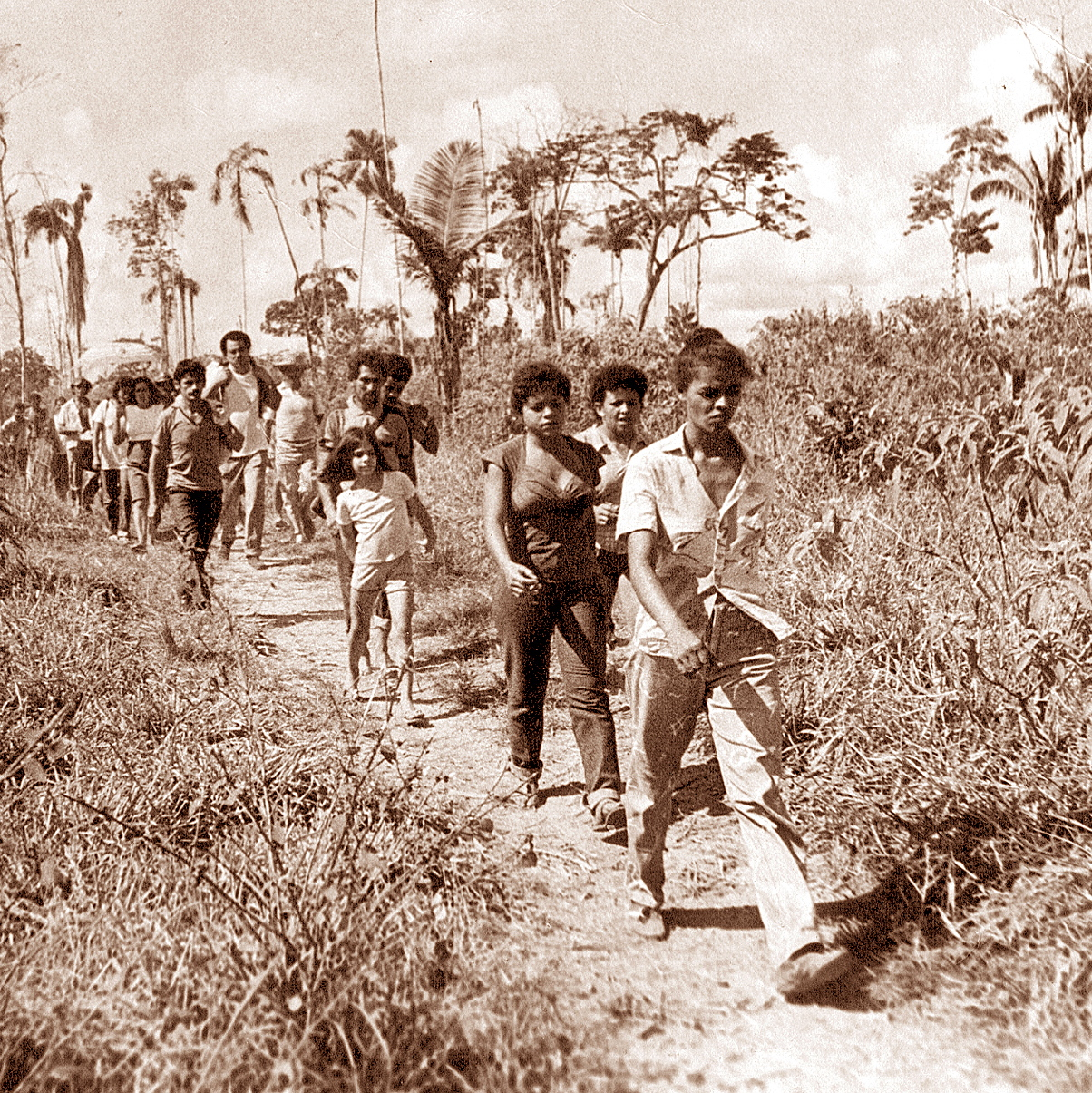
À frente, Marina Silva, liderando um empate na fazenda Bordon, em Xapuri no Acre.

O empate é uma tática de ação intermediária usada (ou recriada) por ativistas seringueiros, como Wilson Pinheiro e Chico Mendes, e consiste em perfilar no meio da floresta, homens, mulheres, crianças e anciãos com o objetivo de impedir a sua destruição. Quando juntava pessoas da comunidade e as colocava em frente a um trator prestes a derrubar a floresta, Chico Mendes tinha a consciência do perigo. Um tratorista-jagunço poderia passar por cima daquelas pessoas, literalmente passar sobre anciãos, mulheres e crianças, suas conhecidas ou familiares. Uma árvore poderia cair e matar crianças. Balas endereçadas a ele ou a outras lideranças poderiam atingir inocentes. Era uma aposta alto no sentimento que dorme no mais insensível jagunço. Chico Mendes percebera que, desde o animal da floresta ao jagunço, sem alma e convicção, havia algo que os unia: a proteção intransigente das crias.
Trata-se de uma tática intermediária entre o pacifismo e o belicismo, uma forma de luta que combina o pacifismo da espera, formação de aliados e o belicismo do enfrentamento direto, num território compartilhado. Não produz o movimento do ataque, que pode obscurecer o apoio logístico, todavia se posta na frente do teatro da guerra. Na verdade, ataca o adversário, mas faz o seu movimento parecer apenas um contra-ataque. Conduz a opinião pública à conclusão de que quem atacou primeiro foi o madeireiro, o latifundiário. Objetivamente, o madeireiro atacou a floresta, não os atores do empate. Chico Mendes, com esse movimento intermediário, conseguiu convencer que o madeireiro estava atacando os povos da floresta e por isso, o empate foi visto como um contra-ataque. Os atores do empate estavam, portanto, se tornando árvores, pássaros, raízes, animais, riachos e plantas. Levantavam-se em seu lugar! As mulheres eram a castanheira, a envireira, os cipoais. Os anciãos eram os pássaros, os insetos, as larvas, os animais. Os homens, a sapucaia, a sapopema, o tucum. As crianças eram os riachos, os lagos, as gotas teimosas do orvalho, o ciclo da chuva.